# Бивер (Охајо)
Бивер (енгл. Beaver) град је у америчкој савезној држави Охајо.

## Демографија
По попису из 2010. године број становника је 449, што је 15 (-3,2%) становника мање него 2000. године.
| Група             | 2000.       | 2010.       |
| Белци             | 450 (97,0%) | 421 (93,8%) |
| Афроамериканци    | 0 (0,0%)    | 0 (0,0%)    |
| Азијати           | 1 (0,2%)    | 0 (0,0%)    |
| Хиспаноамериканци | 1 (0,2%)    | 10 (2,2%)   |
| Укупно            | 464         | 449         |